# Chantesse
Chantesse är en kommun i departementet Isère i regionen Auvergne-Rhône-Alpes i sydöstra Frankrike. Kommunen ligger i kantonen Vinay som tillhör arrondissementet Grenoble. År 2022 hade Chantesse 393 invånare.

## Befolkningsutveckling
Antalet invånare i kommunen Chantesse
Referens:INSEE